# Halecium telescopicum
Halecium telescopicum är en nässeldjursart som beskrevs av George James Allman 1888. Halecium telescopicum ingår i släktet Halecium och familjen Haleciidae. Inga underarter finns listade i Catalogue of Life.